# Schwedeneck-Klasse
Die Schwedeneck-Klasse ist eine Bauserie von drei mehrheitlich zivil besetzten Mehrzweckerprobungsbooten der Klasse 748 für die Wehrtechnische Dienststelle 71 (WTD 71) in Eckernförde.

## Allgemeines
Als Ersatz für die in den 1940er Jahren gebauten Erprobungsboote Adolf Bestelmeyer, Friedrich Voge, Rudolf Diesel und Hans Christian Oersted wurden drei „Erprobungsboote, mittel“ (Schiffstyp gemäß Schiffsnummernverzeichnis) bei der Fr. Lürssen Werft als Generalunternehmer in Auftrag gegeben. Unterauftragnehmer waren die Kröger-Werft, die Elsflether Werft und Nobiskrug. Ein viertes Schiff dieser Klasse wurde nicht mehr realisiert.
Der Rumpf ist aus Stahl und durch acht Schotten in neun Abteilungen unterteilt. Zum besseren Manövrieren sind vorn und achtern Querstrahlsteueranlagen mit je 150 kW eingebaut. Die Schiffe werden vielseitig eingesetzt und nehmen die jeweils erforderliche Ausrüstung in Containern an Bord. Zur festen Ausrüstung gehören ein Schiffskran, ein schwenkbarer A-Rahmen am Heck, eine Pinasse und Unterkünfte für eingeschifftes Erprobungspersonal.

## Einheiten

### Schwedeneck

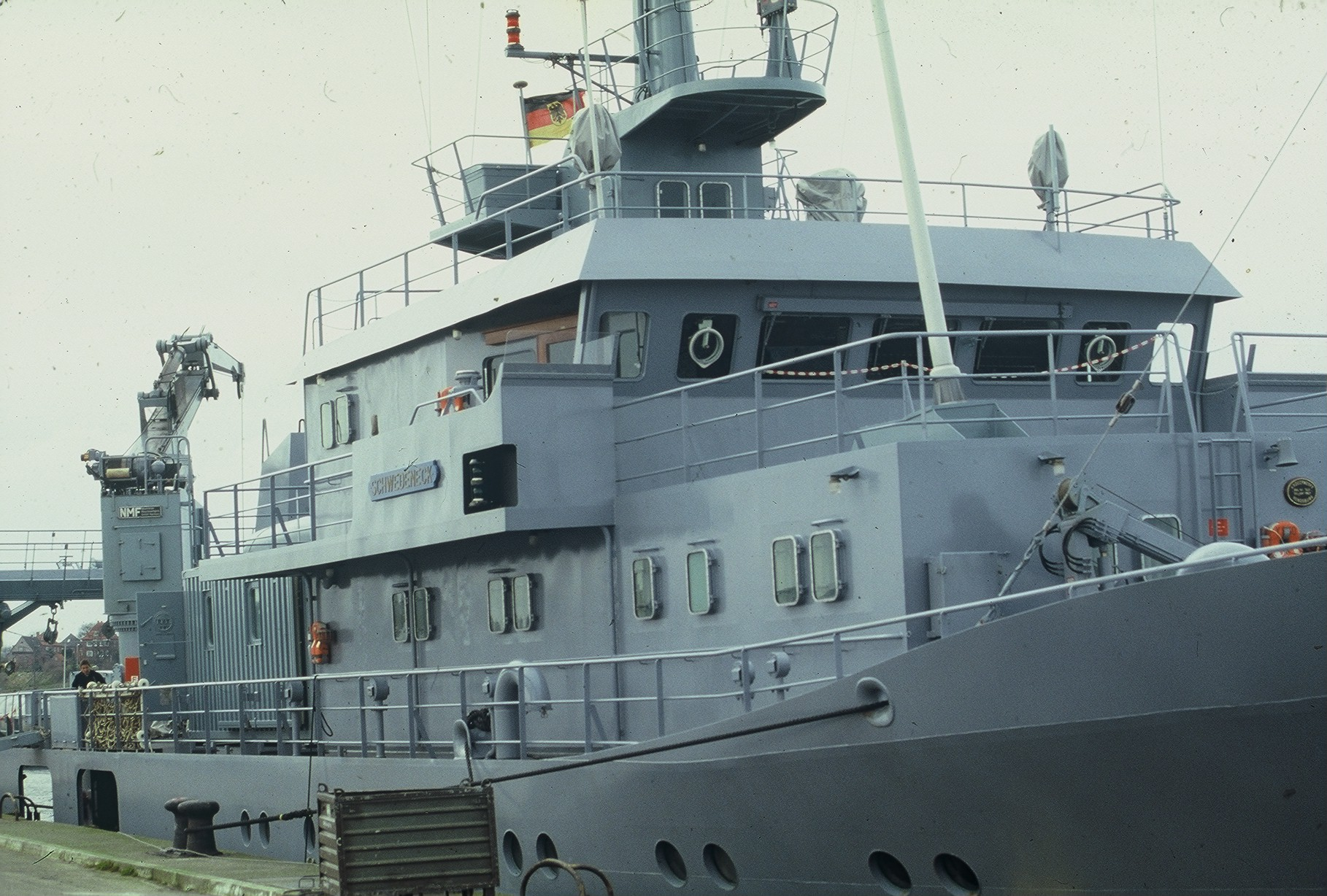
Die Schwedeneck 1988 in Reykjavík

Das Typschiff 748/01 lief am 14. Oktober 1986 auf der Kröger-Werft (Baunummer 1531) vom Stapel und war vom 20. Oktober 1987 bis zum Februar 2011 für die WTD 71 im Dienst. Das Land Mecklenburg-Vorpommern hat die Schwedeneck 2010 gekauft und sie auf der Peene-Werft in Wolgast zum Forschungsschiff umbauen lassen.

### Kronsort

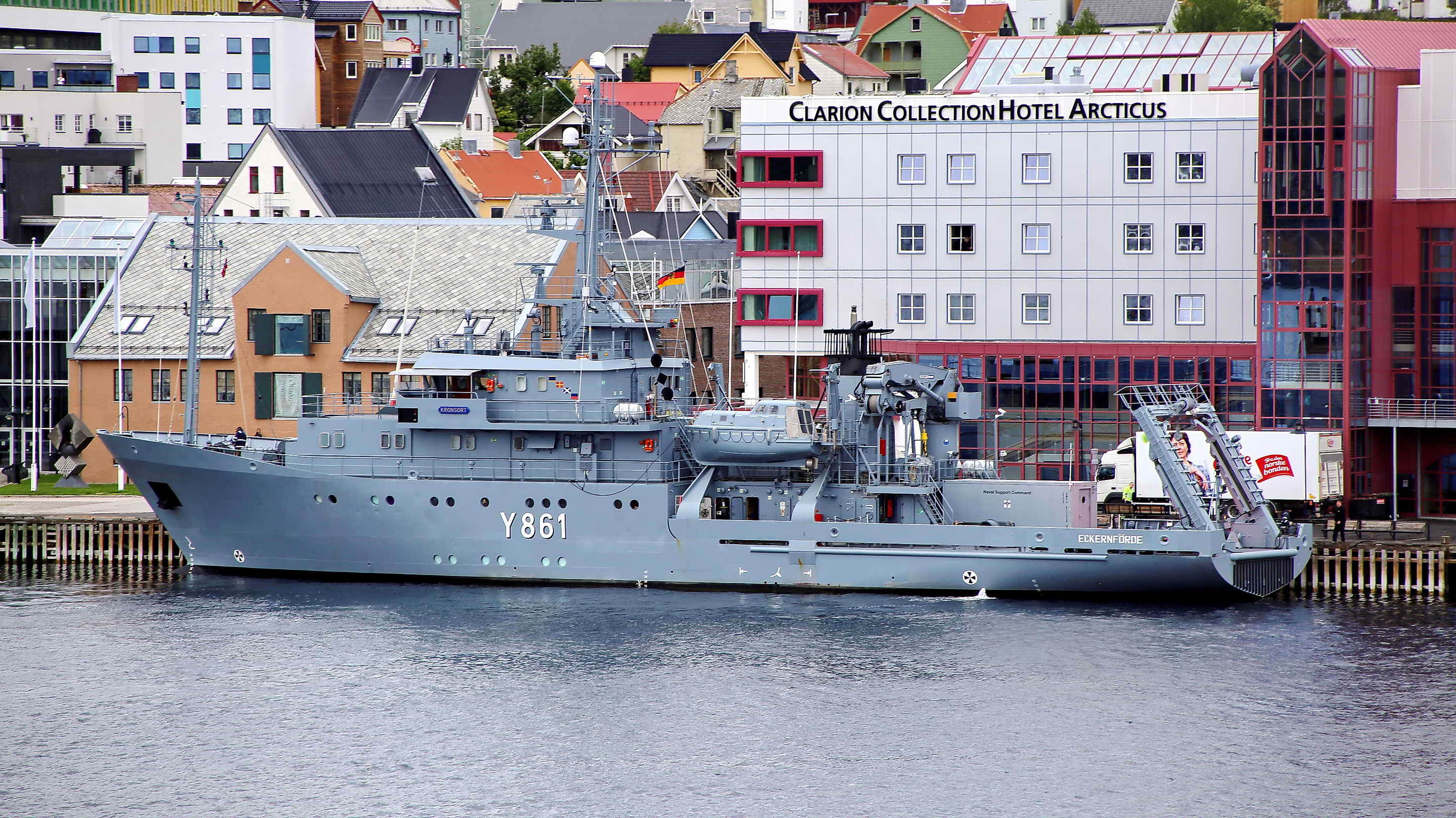
Die Kronsort im Juni 2018 in Harstad

748/02 Kronsort wurde auf der Elsflether Werft gebaut (Baunummer 411) und lief am 9. Mai 1987 vom Stapel. Seit der Indienststellung am 2. Dezember 1987 ist sie für die WTD 71 im Einsatz.

### Helmsand
Der Unterauftrag für das dritte Schiff 748/03 ging zunächst an Nobiskrug, da diese Werft aber Insolvenz anmelden musste, wurde die Helmsand dann ebenfalls bei der Kröger-Werft (Baunummer 1532) gebaut, lief dort am 31. Juli 1987 vom Stapel und wurde am 11. Februar 1988 für die WTD 71 in Dienst gestellt.
Die drei Schiffe sind nach Außenstellen der WTD 71 benannt:
- Die Torpedoversuchsanstalt Surendorf gehört zur Gemeinde Schwedeneck
- Die Akustische Messstelle zur Vermessung des Wasserschalls von Schiffen und Gerät liegt auf der Halbinsel Kronsort
- Der Erprobungsplatz für waffen- und sprengtechnische Untersuchungen schließt die Halbinsel Helmsand ein